# Owen McCarron
Owen McCarron (né en 1929 à Halifax et mort le 27 mai 2005) est un auteur et éditeur de bande dessinée canadien spécialisé dans les bandes dessinées didactiques et les jeux.

## Biographie
McCarron début professionnellement comme directeur de la publicité au Chronicle Herald, quotidien de sa ville natale, Halifax. Dans les années 1960, il fonde Comic Book World, maison d'édition spécialisée dans les comic books éducatifs qui connaît un grand succès auprès des agences gouvernementales et des entreprises. C'est alors l'une des seules maisons d'édition de comic book canadienne à concurrencer les entreprises américaines. Outre ces bandes dessinées didactiques, McCarron se spécialise dans les jeux, publiant une page hebdomadaire dans le Chronicle Herald et réalisant pour Stan Lee Marvel Fun and Games et divers jeux pour les publications Marvel Comics. À sa mort en 2005, il travaillait sur une bande dessinée historique.

## Récompenses
- 2006 : Temple de la renommée de la bande dessinée canadienne